# Süßlippen und Grunzer
Die Süßlippen und Grunzer (Haemulidae) (Syn.: Pomadasyidae) sind eine Familie der Barschverwandten (Percomorpha). Alle Arten leben im Meer, in Fels- und Korallenriffen, viele gehen auch ins Brackwasser und sehr selten in Süßwasser. Die verschiedenen Arten werden elf Zentimeter bis einen Meter lang.  

## Merkmale
Süßlippen und Grunzer ähneln mit ihrem seitlich zusammengedrückten Körper den Meerbrassen und Schnappern. Ihr Kopfprofil ist meist konvex, die Lippen oft dick. Süßlippen weisen häufig prächtige, bonbonartige Färbungen auf. Juvenile und Adulte weisen oft sehr unterschiedliche Färbungen auf. Ihre Rückenflosse ist durchgehend, der erste Teil hat sehr starke Stachelstrahlen.
Flossenformel: Dorsale IX–XIV/11–26, Anale III/6–18

## Lebensweise
Süßlippen und Grunzer sind überwiegend nachtaktive Tiere. Tagsüber lassen sie sich jedoch häufig in Gruppen in der Nähe von Korallenblöcken, meist unter kleinen Überhängen oder in Höhlen beim Ruhen beobachten. Sie sind dabei nur wenig scheu und weichen erst aus, wenn man ihnen sehr nahe kommt. Jungtiere weisen nicht nur eine unterschiedliche Färbung, sondern auch unterschiedliche Verhaltensweisen auf. So sind sie in der Regel Einzelgänger. Süßlippen und Grunzer ernähren sich meist von wirbellosen Bodentieren.

## Systematik
Die Familie wird in zwei Unterfamilien unterteilt:
- Die Süßlippen (Plectorhinchinae), die im Indischen Ozean, im westlichen Pazifik und im östlichen Atlantik leben.
- Die Grunzer oder Schweinsfische (Haemulinae), aus dem westlichen Atlantik und dem östlichen Pazifik.

Insgesamt gibt es etwa 140 Arten.